# IC 3848
IC 3848 ist ein interagierendes Galaxienpaar im Sternbild Coma Berenices am Nordsternhimmel.
Im selben Himmelsareal befinden sich unter anderem die Galaxien NGC 4635, IC 3837, IC 3877, PGC 43654.
Das Objekt wurde am 27. Januar 1904 von Max Wolf entdeckt.